# Gabriel o Pensador (álbum)
Gabriel o Pensador é o álbum de estreia do rapper brasileiro Gabriel o Pensador, lançado em 1993.
Em fins de 1992, com a instabilidade política causada pela campanha pelo impeachment do então Presidente da República, Fernando Collor de Mello, Gabriel estourou nas rádios com a canção "Tô Feliz (Matei o Presidente)", cuja letra sugere um "assassinato" do chefe de Estado. Porém, a canção logo foi censurada, devido às pesadas críticas. Em resposta à censura, Gabriel escreveu a canção "Abalando", em que fala sobre a liberdade de expressão no Brasil.
O disco ainda conta como canções como "Lôrabúrra" (em que Gabriel fala sobre mulheres jovens e atraentes, de grande beleza física, porém, pouco conhecimento cultural); "Indecência Militar" (onde o rapper versa contra o serviço militar obrigatório no Brasil); "Lavagem Cerebral" (que ataca o racismo em suas várias formas) e "Retrato de um Playboy (Juventude Perdida)" (sobre os pitboys - jovens brasileiros, normalmente de classe média alta, porém, com pouco conhecimento cultural).
A canção "O Resto do Mundo", em que Gabriel fala sobre a mendicância, fez bastante sucesso em Portugal e Angola, sendo regravada mais tarde no primeiro álbum ao vivo do cantor (MTV Ao Vivo). Sua melodia é originalmente da música "Black on Black Crime" de Stanley Clarke,  trilha sonora de Boyz in the Hood.

## Faixas
| N.º            | Título                                          | Duração |  |
| 1.             | "Abalando"                                      | 4:51    |  |
| 2.             | "Tô Feliz (Matei o Presidente)"                 | 4:53    |  |
| 3.             | "Lôrabúrra"                                     | 3:56    |  |
| 4.             | "Indecência Militar (part. DJ Leandro Neurose)" | 2:32    |  |
| 5.             | "Lavagem Cerebral"                              | 5:38    |  |
| 6.             | "...e Você?"                                    | 5:03    |  |
| 7.             | "Retrato de um Playboy (Juventude Perdida)"     | 3:59    |  |
| 8.             | "175 Nada Especial"                             | 6:27    |  |
| 9.             | "Esperanduquê"                                  | 0:49    |  |
| 10.            | "O Resto do Mundo"                              | 5:06    |  |
| Duração total: | Duração total:                                  | 43:14   |  |

## Samples
"Abalando"
- "Calíce" por Chico Buarque
- "Pra Dizer que Eu Não Falei das Flores" por Geraldo Vandré
- "(I Can't Get No) Satisfaction" por Rolling Stones
- "Get Up, Stand Up" por Bob Marley
- "Apettite for Destruction" por N.W.A
- "Mulheres Vulgares" por Racionais MC's
- "My Mind Playing Tricks on Me" por Geto Boys

"Tô Feliz (Matei o Presidente)"
- "Just an Illusion" por Imagination

"Lôraburra"
- "Dumb Girl" por Run-DMC
- "She Swallowed It", por N.W.A
- "Mulheres Vulgares" por Racionais MC's

"Lavagem Cerebral"
- "My Mind Playing Tricks On Me" hit de 1991 dos Geto Boys
- (e My Mind Playing Tricks On Me já usa o sample da musica "Hang Up On My Baby", de Isaac Hayes - Tema do filme Three Tough Guys estreando o mesmo)[2]

"Retrato de um Playboy (Juventude Perdida)"
- "Ashley's Roachclip" por The Soul Searchers

"175 Nada Especial"
- "Music for My Mother" por Funkadelic
- "The Predator" por Ice Cube